# 阿尔布拉瑟丹
阿尔布拉瑟丹（荷蘭語：Alblasserdam，荷蘭語：[ɑlˌblɑsərˈdɑm] ⓘ）是荷兰南荷兰省的一个市镇。2009年该市镇人口19,003。该市镇面积9.96 km²，其中1.18 km²为水域。阿尔布拉瑟丹是德雷赫茨泰登（Drechtsteden）的一部分。金德代克（Kinderdijk）村的一部分属于阿尔布拉瑟丹。